# Galactopogon fumipennis
Galactopogon fumipennis là một loài ruồi trong họ Asilidae. Galactopogon fumipennis được Janssens miêu tả năm 1961. Loài này phân bố ở vùng Cổ Bắc giới và châu Á.